# Дема, Леонид Васильевич
Леонид Васильевич Дема (18 июня 1916 — 17 декабря 2004) — советский военный лётчик. Участник Великой Отечественной войны. Герой Советского Союза. Гвардии майор.

## Биография
Родился в 1916 году в д. Михайловка Стерлитамакского района Башкирской АССР. Русский.
Окончил школу ФЗУ города Магнитогорска (после ПУ № 39, позднее Профессиональное училище № 97). Работал на комбинате слесарем-электриком паросилового цеха. Одновременно окончил Магнитогорский аэроклуб, а в 1934 году Казанскую школу лётчиков-инструкторов. До начала Великой Отечественной войны трудился инструктором в Челябинском аэроклубе.
В армии — с июля 1941 года. Член КПСС с 1942 года. Капитан, помощник командира воздушно-стрелковой службы 112-го гвардейского истребительного авиаполка 10-й гвардейской истребительной авиадивизии 10-го истребительного авиакорпуса.
В октябре 1941 года Л. В. Дема воевал на Западном фронте. Его назначили командиром ночного бомбардировщика У-2. На этом самолёте он сделал 95 боевых вылетов. Доставлял продовольствие и боеприпасы группе генерала П. А. Белова, которая совершала рейд по тылам фашистских войск. Вывез 38 раненых бойцов и командиров. Вылетал на бомбёжку вражеских войск и боевой техники. Но во всю мощь развернулся его воинский талант, когда он стал истребителем.
К 1 июля 1944 года совершил 273 боевых вылета, в 38 воздушных боях сбил лично 17 самолётов противника. После тяжелого ранения вернулся на У-2, а в конце войны сумел опять стать истребителем, но боевой счет ему увеличить уже не удалось.
Во время воздушной битвы над Кубанью в бою 8 мая 1943 года тараном сбил немецкий самолёт.
С 1949 года жил в Кемеровской области.
После войны несколько лет был командиром Халактырского авиаотряда (город Петропавловск-Камчатский), тогда же являлся членом Камчатского областного комитета КПСС и избирался депутатом Камчатского областного Совета депутатов трудящихся. После ухода с летной работы работал диспетчером в Магнитогорском аэропорту. 
Умер в 2004 году. Похоронен на Правобережном кладбище.

## Награды
- Звание Героя Советского Союза (26.10.1944)[5];
- орден Ленина (26.10.1944);
- два ордена Красного Знамени (06.03.1943[6], 26.06.1944[7]);
- орден Отечественной войны I степени (05.06.1943)[8];
- орден Отечественной войны II степени (06.04.1985)[9];
- орден Красной Звезды (11.04.1942)[10];
- медали СССР;
- Крест лётных заслуг (США)[11][12];
- Почётный гражданин города Магнитогорска (1984).

## Память
- В год празднования 55-летия Победы Магнитогорскому дому обороны было присвоено имя Героя Советского Союза Демы Л. В. и установлена мемориальная доска.
- 5 ноября 2005 года глава города Е. Карпов и зам. председателя совета директоров ОАО «ММК» А. Морозов вручили вдове Героя Вере Дмитриевне Деме высшую общественную награду РФ — памятную медаль и энциклопедию «Лучшие люди России».
- Именем Леонида Демы назван один из вертолётов Ми-38 авиакомпании "Авиация Колымы".